# Església de Bzipi
L'església de Bzipi és una església cristiana medieval en ruïnes del poble de Bzipi a Abkhàzia/Geòrgia, a la riba dreta del riu Bziphe. Forma part del conjunt de la fortalesa de Bziphe i es remunta a la segona meitat del segle ix o X. La fortalesa, construïda sobre un bloc de pedra calcària ben processada, té torres, contraforts i portes semicirculars.

## Arquitectura
L'església és un gran disseny voltat en forma de creu, amb tres absis projectats. Únicament sobreviuen les ruïnes dels murs coberts de blocs de pedra tallada. Estan situats a la part superior de la fortalesa en ruïnes; a la part inferior va existir un camí que la travessava. La fortalesa va ser col·locada estratègicament per protegir la vall del Bziphe. A l'est de l'església, es poden veure les restes d'una altra església encara més antiga. L'església pot haver servit com a seu al bisbe de Soterioupolis de l'Imperi Romà d'Orient.
Geòrgia ha inscrit l'església en la llista de Monuments Culturals destacats del país, i va reportar-ne un estat inadequat de conservació.